# Али Насер Мухаммед
Али Насер Мухаммед аль-Хассани (араб. علي ناصر محمد الحسني‎; род. 31 декабря 1939 года) — южнойеменский политический и государственный деятель, премьер-министр (1971—1985) и одновременно дважды возглавлял в Южный Йемен в качестве Председателя Президентского Совета (1978) и Председателя Президиума Верховного Народного Совета (1980—1986).

## Биография

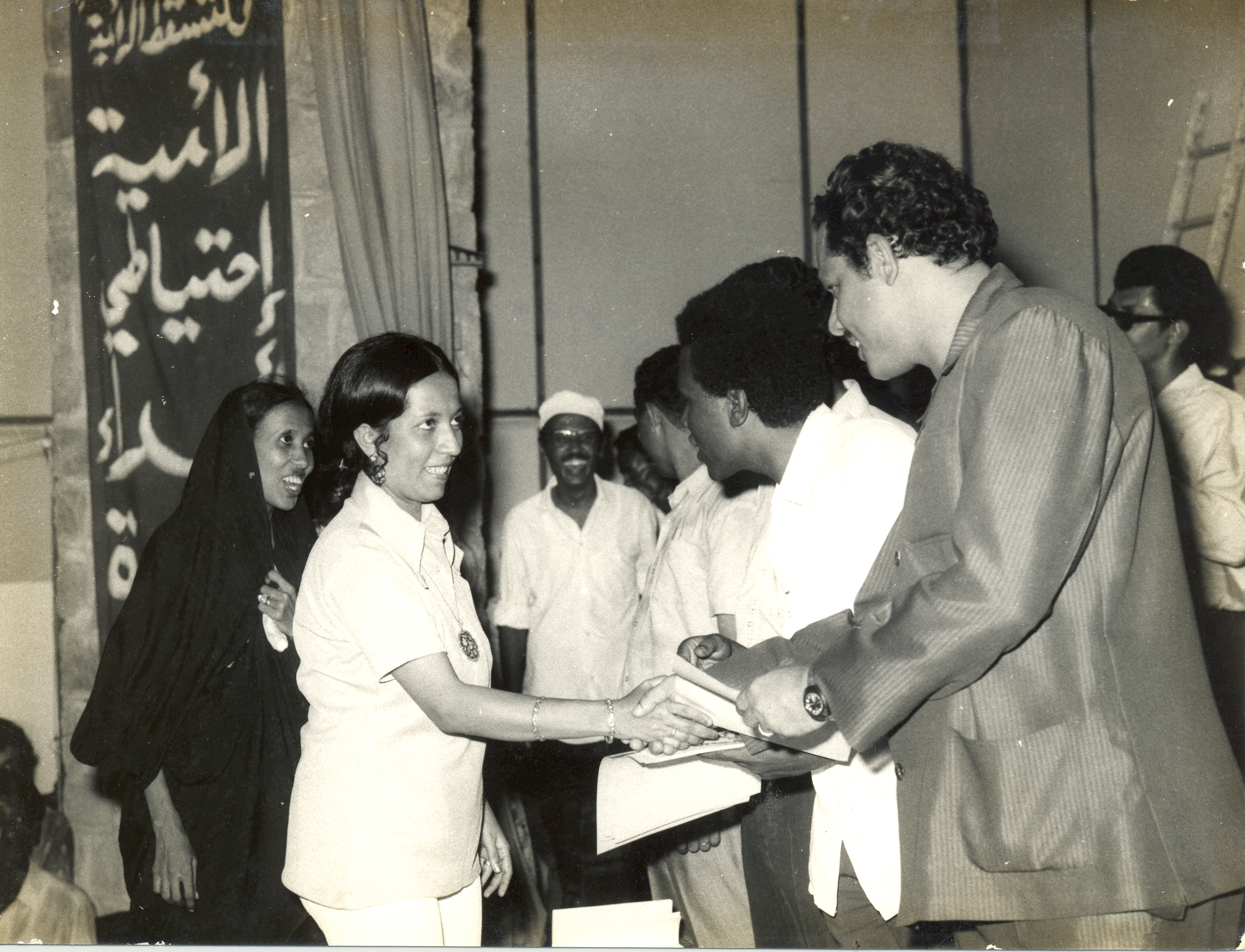
Али Насер Мухаммед с главой Всеобщего союза йеменских женщин Фатихой Аль-Абдуллой

### Восхождение к власти
Уроженец района свободных племен датина (современная провинция Абъя), из крестьян. Получив среднее образование, работал преподавателем, затем директором начальной школы.
Член Национального Фронта освобождения с момента его создания.
В 1969—1977 гг. — министр обороны. С 2 августа 1971 года по 14 февраля 1985 года — премьер-министр НДРЙ. С августа 1971 года по июнь 1978 года — член Президентского Совета, с 26 июня 1978 года — Председатель Президентского Совета (رئيس مجلس الرئاسة) с сохранением поста премьер-министра.
С октября 1978 года — бригадный генерал.

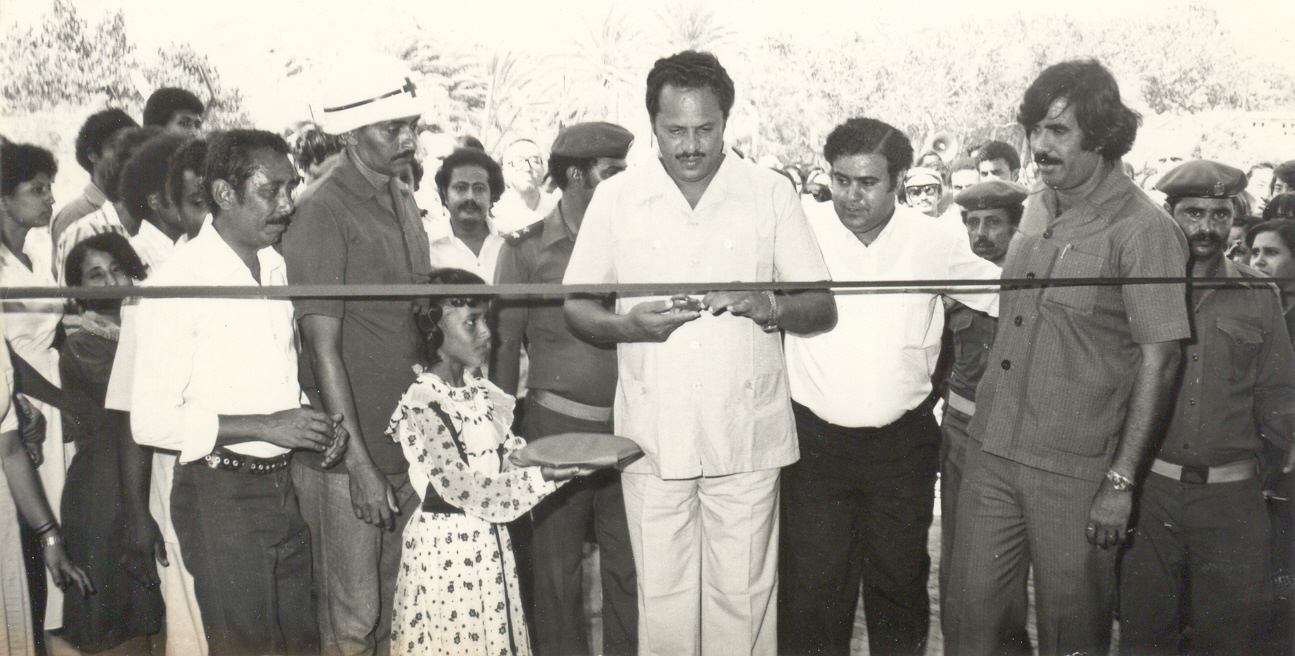
Али Насер Мухаммед перерезает ленточку на церемонии открытия

С I съезда Йеменской социалистической партии (ЙСП) (октябрь 1978 г.) — член политбюро ЦК.
27 декабря 1978 года на 1-й сессии Верховного народного совета (ВНС) НДРЙ избран заместителем Председателя Президиума ВНС и вновь назначен премьер-министром.

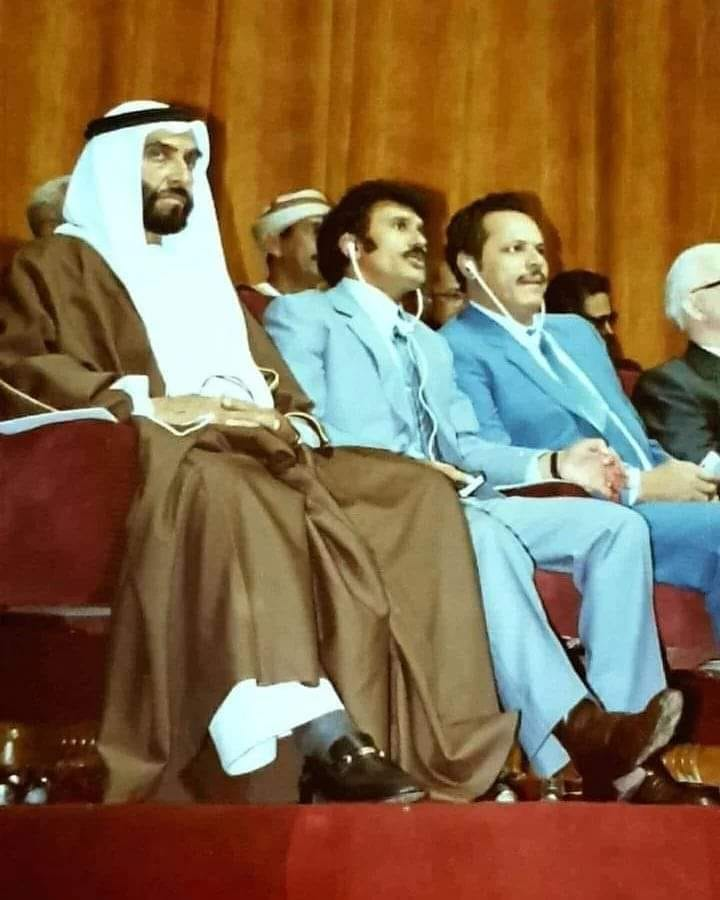
Али Насер Мухаммед, президент Северного Йемена Али Абдалла Салех и президент ОАЭ шейх Заид ибн Султан Аль Нахайян

### Во главе Южного Йемена

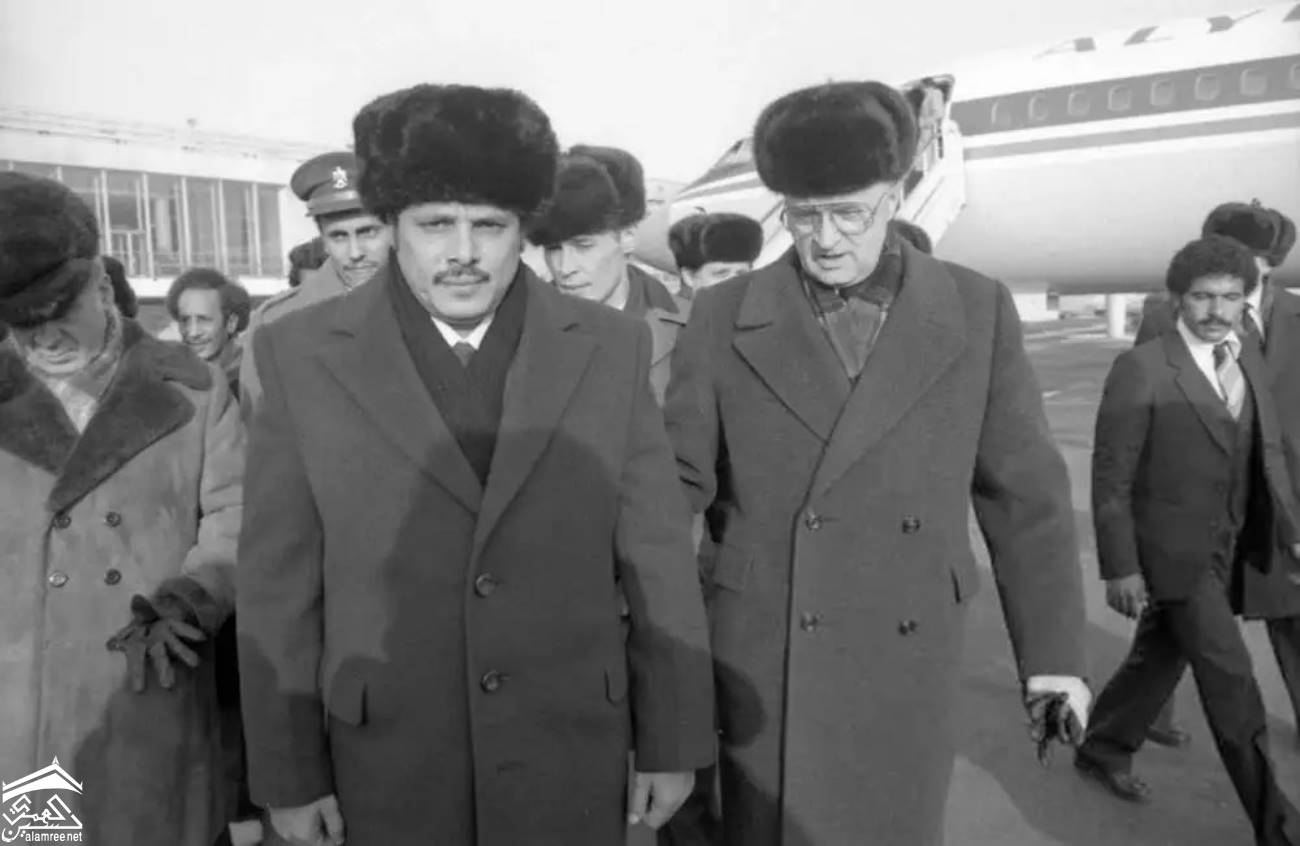
Али Насер Мухаммед во главе делегации НДРЙ прибыл в Москву на похороны Ю. В. Андропова, 1984

20 апреля 1980 года на пленуме ЦК избран Генеральным секретарём ЦК ЙСП, 26 апреля 1980 года — Председателем Президиума ВНС. Его предшественник Абдель Фаттах Исмаил ушёл в отставку «по состоянию здоровья» и эмигрировал в СССР.
Слывший более умеренным политиком Али Насер Мухаммед взял курс на нормализацию отношений с арабскими соседями — ЙАР, Оманом, Саудовской Аравией и арабскими странами Залива (у него уже были хорошие личные отношения с руководителями этих государств), а также на нормализацию отношений с Западом.
Во внутренней политике поддерживал развитие внутреннего рынка, частного предпринимательства, пытался привлечь деньги йеменских эмигрантов в экономику НДРЙ, укрепляя родоплеменной и местнический фактор среди своих сторонников, что привело к усилению недовольства внутрипартийной оппозиции его политике.
14 февраля 1985 года Али Насер Мухаммед, остававшийся с августа 1971 года премьер-министром НДРЙ, уступил этот пост Хайдару Абубакру аль-Аттасу.

### Свержение
13 января 1986 года Али Насер Мухаммед и его сторонники предприняли в Адене попытку государственного переворота: лидеры оппозиции ЙСП Абдель Фаттах Исмаил, Али Антар, Али Шаи Хади и Салех Муслех Касем были расстреляны на специально созванном заседании Политбюро в президентском дворце (однако выжили и были с боем выведены из дворца Али Салем аль-Бейд (будущий глава ЙСП) и Салем Салех Мухаммад). Во всех провинциях и городах одновременно были созваны заседания партийных бюро всех уровней с той же целью устранения оппозиционеров. В то же время сторонники Али Насера Мухаммеда развязали террор против сторонников Абдель Фаттаха и Али Антара. Сам Али Насер Мухаммед выехал в соседнюю провинцию Абьян, где записал видеообращение, в котором обвинял оппозиционеров в покушении на него.
Однако важнейшие специальные и танковые части армии НДРЙ встали на сторону оппозиции. Начавшиеся боевые действия, судя по разным источникам, привели к гибели от 4 до 10 тысяч человек.
На посту в НДРЙ его сменил Хайдар Абу Бакр аль-Аттас. Али Насер Мухаммед и несколько тысяч его сторонников бежали в Северный Йемен. Здесь он проживал до объединения Йемена в 1990 году (его сторонники воевали на стороне северойеменской армии), затем переехал в Дамаск, где возглавил Центр арабских стратегических исследований.

### Попытки возвращения в политику
Во время гражданской войны в Йемене в 1994 году его сторонники воевали совместно с силами Северного Йемена против сил провозглашённой Демократической республики Йемен.

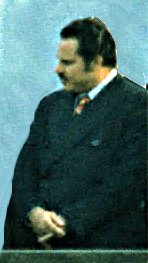
А. Н. Мухаммед во время визита в Берлин, 1978

Принял активное участие в революционных событиях 2011 года. Стал одним из 17-ти членов Переходного Совета. Этот совет был противопоставлен главной оппозиционной партийной коалиции, которая также поддержала отстранение Салеха от власти и переход к демократии. В феврале 2015 года в СМИ появились сообщения о том, что Мухаммед рассматривается в качестве возможного временного лидера «президентского совета» после распада правительства.
Автор ряда книг.

## Награды
- Орден Дружбы народов (29.12.1979, СССР)[3]
- Орден «Хосе Марти» (1982, Куба)[4].